# Antonio Planelli
Antonio Planelli (Bitonto, 1737 – Napoli, 1803) è stato un musicista e musicologo italiano.

## Biografia
Planelli studiò presso l'Università di Altamura e, dopo la morte dei genitori nel 1775, presso l'Abbazia di Montecassino, dove prese gli ordini sacri. Trasferitosi a Napoli, fu ammesso alla scuola di Giuseppe Vairo, dove si perfezionò in fisica e metallurgia. Divenne in seguito titolare del priorato di Barletta, cavaliere dell'Ordine Gerosolimitano e nel 1790 entrò nell'amministrazione statale. Ferdinando IV lo nominò infatti maestro della zecca ed ebbe il compito di riordinare il Museo Mineralogico di Napoli. Ha scritto "Riflessioni sulla poesia", pubblicate in appendice alla traduzione italiana dei Principi elementari delle belle lettere di J.H.S. Formey (Napoli, 1767). Nel 1770 scrive "Dell'opera in musica", importante opera teorica che analizza il rapporto tra testo e musica nell'opera.
Di Planelli si conoscono anche alcune composizioni orchestrali.
Massone, fu membro della loggia di Napoli "La Vittoria".